# 海因茨-于尔根·博特
海因茨-于尔根·博特（德語：Heinz-Jürgen Bothe，1941年11月5日—），德国男子赛艇运动员。他曾代表东德参加1968年和1972年夏季奥林匹克运动会赛艇比赛，其中1968年奥运会获得一枚金牌。